# Gavina Viana Viana
Gavina Dolores Viana Viana (Sant Sebastià, 19 febrer 1891 - ?) fou una dona republicana d'origen basc establerta a Catalunya. Organitzà i dirigí les Milícies Antifeixistes Femenines del Front Popular a l'inici de la Guerra Civil i fou secretària del Socors Roig Internacional.

## Biografia
Nascuda a Sant Sebastià, era la tercera filla del matrimoni format per Manuel Viana Álvarez de Castañeda i Estefania Viana Fernández, tots dos naturals de Legran (Àlaba). Segons els arxius eclesiàstics, a més de Gavina, havien tingut Adelaida (morta prematurament) Juana, i Luis Francisco (mort als pocs mesos de vida). La mare també va morir i el pare es tornà a casar.
Els Viana foren una família molt arrelada a la cultura basca. Es desconeixen els motius pels quals Gavina Viana es traslladà a viure a Barcelona, però s'integrà ràpidament i en una entrevista publicada l'any 1933 al setmanari La Rambla de Barcelona, expressava la seva voluntat d'aprendre i parlar correctament el català.
Vinculada al socialisme, la premsa sovint es feu ressò de les seves opinions. En la campanya electoral de 1933, participà en mítings per tot Catalunya i les Illes Balears. Fou una oradora brillant i convincent, donava suport a la lluita de classes, denunciava el caciquisme i el clericalisme, i sobretot defensava els drets de les dones, que per primera vegada exercien el vot.
El febrer de 1936, novament en campanya electoral, Gavina Viana parlà en nom de la Unió Socialista de Catalunya, dintre la Coalició del Front d'Esquerres, que aquesta vegada guanyà les eleccions.
Entre el 17 i el 20 de juliol de 1936, es va produir la sublevació militar del General Franco, quedant el territori espanyol dividit en dos bàndols irreconciliables. A Barcelona, les forces d'ordre públic, juntament amb els membres de les organitzacions del Front popular i el sindicat CNT van aturar el Cop d'estat i es van mantenir fidels a la República. S'inicià la guerra civil i alhora la revolució social.
El 21 de Juliol, a manca d'un exèrcit professional, es creà el Comitè de Milícies Antifeixistes per organitzar militarment els combatents que sortien cap els fronts de batalla. El 30 de juliol es constituïren les milícies femenines, que s'ocupaven de les seccions de Propaganda Sindical, Política i Premsa, i Assistència Social. Gavina Viana, que s'havia afiliat al PSUC, fou l'encarregada de dirigir la secció de Guerra.
La formació d'un batalló femení fou un fet atípic i trencador a la història de Catalunya. Per poder inscriure-s'hi, calia tenir més de vint-i-dos anys, ser membre d'algun sindicat antifeixista i presentar un aval solvent. Les dones que hi eren acceptades eren enviades a la caserna del Camp de la Bota o a la Caserna Lenin (Caserna de Lepanto), on se les instruïa en l'ús d'armes i explosius. D'aquella instrucció en el maneig d'armes, se'n conserva el testimoni en les fotos que hi van fer Robert Cappa i Gerda Taro. Les no aptes eren assignades a serveis auxiliars.
Combateren en el desembarcament de Mallorca -allí morí Amalia Lobato Rosique, considerada la primera dona caiguda en combat- i en el front d'Aragó, fins que la creació de l'Exèrcit Popular de la República les forçà a deixar la primera línia de combat i tornar a la rereguarda. Llavors les milícies femenines, amb Gavina Viana al capdavant, es van integrar al Socors Roig Internacional, i realitzaren tasques socials i humanitàries fins al final de la guerra. Viana va marxar a l'exili el 1939. Però el mes d'agost devia ser encara a Espanya perquè aquell mes l'escriptora mexicana Blanca Lydia Trejo, que havia participat en les brigades de salvament fundades per Viana, va escriure al Comité Técnico de Ayuda a los Republicanos Españoles (CTARE) demanant ajut per a la seva amiga Gabina (sic) Viana, «que encara era a Espanya».